# Chiesa della Madonna della Grazia
La chiesa della Madonna della Grazia, attigua all'omonimo convento gestito dai Frati Minori, è una chiesa di Galatone in provincia di Lecce.

## Storia
La chiesa venne edificata tra il 1591 e il 1595 per accogliere l'icona quattrocentesca, dai tratti bizantineggianti, della Madonna della Grazia. La costruzione fu voluta dal vescovo di Nardò Fabio Fornari, che in questa chiesa volle essere sepolto, ed è opera di maestranze locali fra cui: Angelo Spalletta, Nicola e Scipione Fanuli, Francesco dello Verde e Giovanni Maria Tarantino. Nel 1674 furono avviati i lavori dell'attiguo convento degli Alcantarini, ora gestito dai Frati Minori, in cui iniziò la sua vita religiosa sant'Egidio Maria da Taranto. Fu elevata a Santuario l'8 settembre 1956 dal vescovo Corrado Ursi.

## Architettura

### Esterno
La facciata è divisa in due ordini da una balaustra in pietra e termina con un timpano triangolare sul quale è collocato un medaglione a rilievo raffigurante la Madonna della Grazia. Il portale è sormontato da un timpano su architrave, sorretto da due colonne composite con al centro gli stemmi dei Pinelli, del Capitolo e della Civica Amministrazione. Il cartiglio riporta la data 1591. Di lato, in due nicchie, le immagini affrescate di san Pietro d'Alcántara e san Pasquale Baylón. Sul secondo ordine, ai lati del finestrone, altre due nicchie con i dipinti di san Francesco d'Assisi e sant'Antonio da Padova. 

### Interno

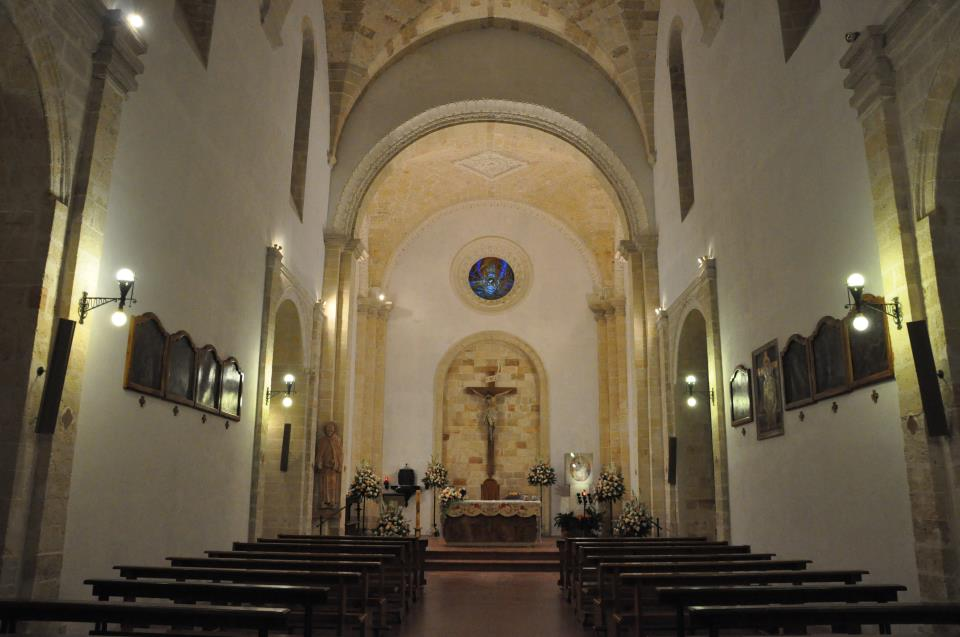
Interno

L'interno è a navata unica coperta con sequenza di tre volte a crociera leccese con conci a vista. Ha subito sostanziali modifiche tra il 1960 e il 1967. Sul lato destro sono presenti due tele attribuite a Luca Giordano e sul lato sinistro una tela di Nicola Maria De Tuglie. Il presbiterio, a terminazione piatta, custodisce l'affresco con l'immagine della Madonna dall'occhio tumefatto, posto su una stele accanto all'altare maggiore. L'icona, dal modello orientale, raffigura la Madonna che allatta Gesù Bambino.